# Amblystegium saxicola
Amblystegium saxicola är en bladmossart som beskrevs av Hesselbo 1903. Amblystegium saxicola ingår i släktet Amblystegium och familjen Amblystegiaceae. Inga underarter finns listade i Catalogue of Life.